# Беляев, Святослав Александрович
Святослав Александрович Беляев (29 августа 1903 — 22 февраля 1942) — советский кинооператор.

## Биография
Родился 29 августа 1903 года. В соседней квартире с ним жил оператор Ф. Вериго-Даровский, который уговорил его поработать в кино. В августе 1924 г. зачислен в штат киностудии «Севзапкино».
В 1925 году снял фильм «Минарет смерти» (совместно с Ф. Вериго-Даровским). В том же году он был оператором фильма «Наполеон-газ». В 1927 году снимал натурные сцены для фильма «Поэт и царь» режиссёра Е. В. Червякова, с которым в дальнейшем продолжил творческое содружество.
В истории отечественного кино С. Беляев остался прежде всего как оператор фильмов режиссёра Евгения Червякова. Среди этих фильмов наибольшее внимание привлекли фильмы «Девушка с далёкой реки», «Мой сын» и «Золотой клюв». Лучшими из фильмов, снятых с другими режиссёрами, стали фильмы «Личное дело» (1932) (реж. братья Васильевы) и «Балтийцы» (1937) (режиссёр А. Файнциммер).
В начале войны участвовал в съёмках «Боевых киносборников», затем ушёл на фронт.
В январе 1942 года воевал на Ленинградском фронте. Ранен 16 февраля 1942 г., скончался от ран 22 февраля 1942 года. Похоронен на кладбище Красненькое (Ленинград).

## Оценки творчества
В рецензии на первую самостоятельную операторскую работу С. Беляева в фильме «Наполеон-газ» было написано, что «ему принадлежит бо́льшая часть лавров».
Критик Яков Бутовский высоко оценивал вклад оператора Беляева в фильм «Девушка с далёкой реки», в котором он «показал себя зрелым и своеобразным мастером». Ему удавалось снять «поющие, говорящие планы … какие-то задушевные, тихие планы».
Особое мастерство проявлял в пейзажных натурных и портретных съёмках. Кинокритик Стелла Гуревич писала, что «Беляев превосходно умел работать с натурой». Киновед Павел Багров называл Беляева одним из создателей ленинградской операторской школы и непревзойдённым мастером натурных съёмок, отмечая при этом, что в фильме «Мой сын» он «показал себя и мастером портретов».
Киновед Николай Ефимов отмечал обилие блестящих живописных кадров в фильме «Золотой клюв» и сильное впечатление от пейзажей, которые специалисты окрестили «молочными». Он утверждал: «Ещё никогда в киноискусстве так не играл белый цвет».
Кинокритик Ростислав Юренев отмечал «живописность операторской манеры Беляева» в фильме «Девушка с далёкой реки». Он также писал о фильме «Города и годы»: «Съёмки Беляева — экспрессивны, исполнены подлинного пафоса и трагизма».
Киновед Клара Исаева отмечала лирическое дарование С. Беляева, что он использовал экспрессивные методы освещения и давал «волю свободному, естественному освещению».
Критик Яков Бутовский так оценивал творческий путь С. Беляева: «Фильмы конца 20-х годов, снятые им с Червяковым, много дали операторскому искусству. Но в 30-е судьба Червякова и Беляева оказалась сложной, больших успехов не было». Вместе с тем критик Дмитрий Писаревский отмечал при анализе фильма «Личное дело», что «оператор С. Беляев … отлично снял фильм».
Я. Бутовский подробно проанализировал сложный жизненный и творческий путь С. Беляева. Он резюмировал, что «его вклад в создание поэтического кино и в развитие ленинградской операторской школы воистину неоценим».

## Фильмография
- 1925 год — Наполеон-газ
- 1927 год — Ордер на жизнь
- 1927 год — Турбина № 3 (совместно с А. Москвиным)
- 1927 год — Поэт и царь
- 1927 год — Девушка с далёкой реки (считается утраченным)
- 1928 год — Мой сын (сохранился не полностью)
- 1928 год — Золотой клюв (считается утраченным) (совместно с А. Сигаевым)
- 1930 год — Города и годы (сохранился без двух центральных частей) (совместно с А. Сигаевым)
- 1932 год — Музыкальная олимпиада
- 1932 год — Личное дело (Тревожные гудки)
- 1932 год — Город в степи (совместно с И. Акменом)
- 1937 год — Балтийцы
- 1939 год — Огненные годы
- 1939 год — Станица Дальняя